# Aglaomorpha nectarifera
Aglaomorpha nectarifera är en stensöteväxtart som först beskrevs av Odoardo Beccari och Bak., och fick sitt nu gällande namn av M.C.Roos. Aglaomorpha nectarifera ingår i släktet Aglaomorpha och familjen Polypodiaceae. Inga underarter finns listade.